# Baena
Baena er en by og kommune i det sydlige Spanien i provinsen Córdoba. Den har et indbyggertal på 18.436 (2024) indbyggere.